# Dirk Vandeputte
Dirk Magda Michel Gilbert Vandeputte (Wilrijk, 29 april 1965) is een Belgisch ondernemer en bestuurder.

## Levensloop
Vandeputte werd in 2002 gedelegeerd bestuurder van het familiebedrijf Vandeputte Safety International te Boechout, een speler in de markt van persoonlijke beschermingsmiddelen.
Op 6 juni 2017 werd hij aangesteld als voorzitter van werkgeversorganisatie ETION in opvolging van Herman Van de Velde.